# Bayburt
Bayburt est une ville du Nord-Est de la Turquie, préfecture de la province du même nom.

## Histoire
Bayburt fut une importante étape sur la route de la soie et sera visitée par Marco Polo aux XIIIe – XIVe siècles et par le voyageur turc Evliya Çelebi au XVIIe siècle.

## Personnalités
- Muhammad Amani (1536-1610), poète azerbaïdjanais, est mort à Bayburt.